# إزرائيل جاكوبس
إزرائيل جاكوبس (بالإنجليزية: Israel Jacobs)‏ هو سياسي أمريكي، ولد في 9 يونيو 1726 في الولايات المتحدة، وتوفي في 10 ديسمبر 1796. انتخب عضو مجلس النواب الأمريكي.